# Peggy Lu
Peggy Lu (Nueva York, Nueva York, 22 de febrero de 1963) es una actriz estadounidense de origen taiwanés, más conocida por su papel secundario como la Sra. Chen en las películas Venom (2018), Venom: Let There Be Carnage (2021)  y Venom: The Last Dance (2024).
Lu nació y creció en Nueva York, hija de una pareja de inmigrantes taiwaneses que se instalaron en Estados Unidos. Antes de perseguir sus sueños como actriz, Lu siguió el consejo de sus padres de cursar estudios superiores. Se doctoró en farmacia por la Universidad de Colorado en Denver. Tras graduarse, se trasladó de nuevo a Nueva York, donde comenzó su carrera profesional como actriz y también trabajó como farmacéutica. Su primera película es New Chinatown (2000), en la que Lu interpreta el papel de la tía Jiang.
Lu también ha aparecido en numerosas películas y series de televisión como estrella invitada, entre ellas Kung Pow! Enter the Fist, NCIS: Los Ángeles, Animal Kingdom, y Quizás para siempre. entre otros.
Actualmente reside en Nueva York. Habla con fluidez el Chino mandarín y el Inglés.

## Filmografía
| Año  | Título                              | Personaje     | Notas                          |
| ---- | ----------------------------------- | ------------- | ------------------------------ |
| 2000 | Now Chinatown                       | Tía Jiang     |                                |
| 2002 | Kung Pow! Enter the Fist            | Madre Chen    |                                |
| 2011 | Qwerty                              | Madre de Rudy |                                |
| 2018 | Venom                               | Sra. Chen     | [ 1 ]                          |
| 2019 | Quizás para siempre                 | Sra. Tran     | [ 5 ]                          |
| 2020 | Run Sweetheart Run                  | Sra. Chen     | Acreditada como "Korean Woman" |
| 2021 | NCIS: Los Ángeles                   | Sra. Nin      |                                |
| 2021 | Venom: Let There Be Carnage         | Sra. Chen     | [ 2 ]                          |
| 2023 | Spider-Man: Across the Spider-Verse | Sra. Chen     | Cameo de acción en vivo        |
| 2024 | Venom: El Último Baile              | Sra. Chen     |                                |